# Centrum för dramatik
Centrum för dramatik är en svensk centrumbildning som verkar för att fler ska komma i kontakt med dramatiskt berättande, särskilt barn och unga, och förmedlar uppdrag till professionella manusförfattare, dramatiker och översättare av dramatik inom scen, film, tv, radio och nya medier. 
Organisationen grundades 2005 av yrkesverksamma dramatiker och manusförfattare samt organisationen Sveriges Dramatikerförbund. Organisationen har två kontor, ett i Blå Tornet på Drottninggatan 85 i Stockholm, samt ett kontor för Region Syd i Kulturhuset Mazetti på Bergsgatan 29 i Malmö. 
Centrum för dramatik är en så kallad "centrumbildning inom kulturområdet" med anslag från Statens Kulturråd, Region Skåne och Region Stockholm.